# Perotis vaginata
Perotis vaginata är en gräsart som beskrevs av Eduard Hackel. Perotis vaginata ingår i släktet Perotis och familjen gräs. Inga underarter finns listade i Catalogue of Life.